# Ferruccio Lamborghini
Pour les articles homonymes, voir Lamborghini (homonymie).
Ferruccio Lamborghini, né le 28 avril 1916 à Renazzo de Cento et mort le 20 février 1993 à Pérouse, est un industriel italien, fondateur entre autres, en 1963, de la marque de voitures de sport et de compétition Lamborghini basée à Sant'Agata Bolognese,.

## Biographie

### Jeunesse
Ferruccio Lamborghini naît le 28 avril 1916 à Renazzo de Cento (près de Sant'Agata Bolognese) dans la province de Ferrare en Italie, à 30 km de Modène. Ses parents sont des agriculteurs aisés. Passionné de mécanique, il suit des études à l'Institut de technologie de Bologne dont il sort diplômé en 1938. 

### Seconde Guerre mondiale
Il est mobilisé dans l’armée de l’air italienne durant la Seconde Guerre mondiale, puis est fait prisonnier par les Anglais sur l’île de Rhodes où il devient mécanicien manutentionnaire du parc d'automobiles et d'avions de l’île.

### Fondation de Lamborghini Trattori et Lamborghini Bruciatori
À la fin de la guerre, fort de son expérience acquise en mécanique, il ouvre un petit garage dans sa ville natale de Renazzo de Cento et achète des véhicules militaires réformés à l'abandon pour les transformer en tracteurs agricoles, secteur d'après guerre alors en plein développement, et fait fortune en moins de dix ans en fondant la société Lamborghini Trattori (« Tracteurs Lamborghini »). Il devient le troisième industriel fabricant de tracteurs en Italie derrière Fiat et Ferguson.

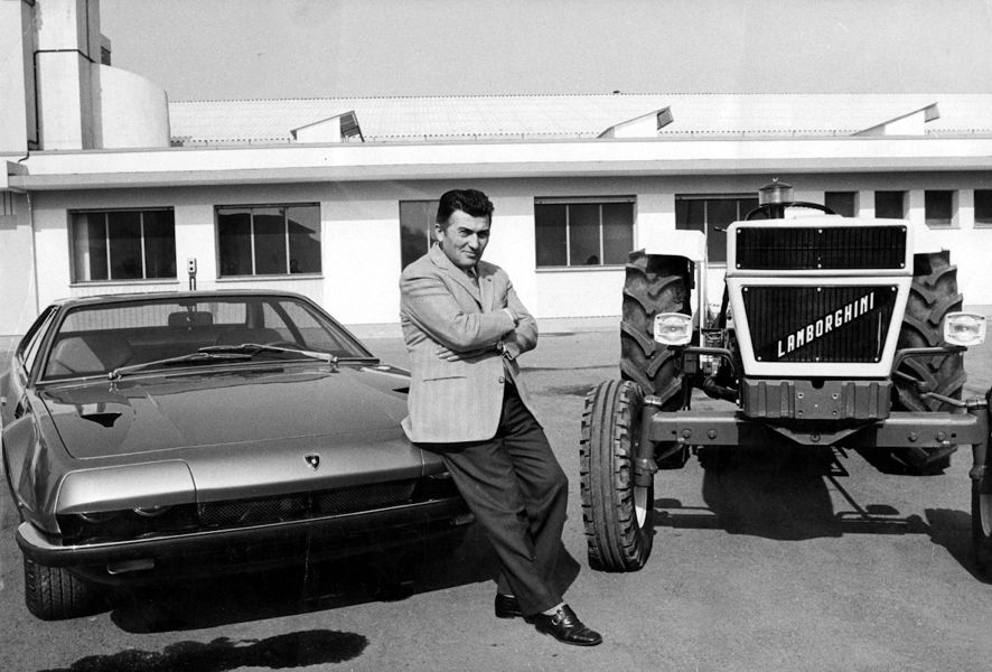
Ferruccio Lamborghini dans les années 1970, entre une Lamborghini Jarama et un tracteur de la marque.

Le 2 mai 1948, Ferruccio Lamborghini met fin à sa carrière naissante de préparateur-pilote de course aux Mille Miglia de Brescia après un accident avec sa Fiat 500 Topolino.
Il veut alors se diversifier et entreprend l'étude d'un hélicoptère qui ne sera pas homologué par l'administration, et de brûleurs à mazout et de climatisation commercialisés sous la marque Lamborghini Bruciatori (Brûleurs Lamborghini) et Lamborghini Calor. Il double sa fortune et obtient un Mercurio d'oro (en), l'une des plus hautes distinctions civiles italiennes, qui donne droit au titre honorifique de « Commendatore ». Il assouvit alors sa passion pour les voitures de sport de prestige avec des Alfa Romeo et Lancia, une Mercedes 300 SL, une Jaguar Type E, deux Maserati 3500 GT et plusieurs Ferrari.

Le logo taureau de combat de Lamborghini, inchangé depuis la fondation de l'entreprise en 1963.

Alors que ses Ferrari connaissent des problèmes récurrents d'embrayage, il n'hésite pas lors d'un rendez-vous à critiquer amèrement son illustre voisin de Maranello, Enzo Ferrari, lequel le méprise alors ouvertement et souverainement : « Lamborghini, vous êtes peut-être capable de conduire un tracteur, mais vous ne saurez jamais conduire une Ferrari convenablement. » Piqué au vif, Ferruccio Lamborghini décide alors de défier Ferrari en construisant sa propre voiture de Grand tourisme à moteur V12. Enzo Ferrari ne lui adressera plus jamais la parole.

### Fondation de Lamborghini
Le 1er juillet 1963, il fonde « l’Automobili Ferruccio Lamborghini » à Sant’Agata 
près de Modène et installe ce qui constitue alors l'une des usines les plus modernes d'Europe. Il embauche Giotto Bizzarrini, concepteur de moteur sur la légendaire Ferrari 250 GTO, qui conçoit le moteur V12 Lamborghini, et Gian Paolo Dallara, jeune ingénieur de chez Maserati, pour le châssis. Il adopte le taureau de combat comme emblème et logotype de sa marque, en référence au taureau de son signe zodiacal, et baptise ses voitures de noms de taureaux ou de races de taureaux de la tauromachie espagnole : Miura, Islero, Urraco, Gallardo (it), Espada, lequel venait également concurrencer le cheval cabré emblématique de Ferrari.

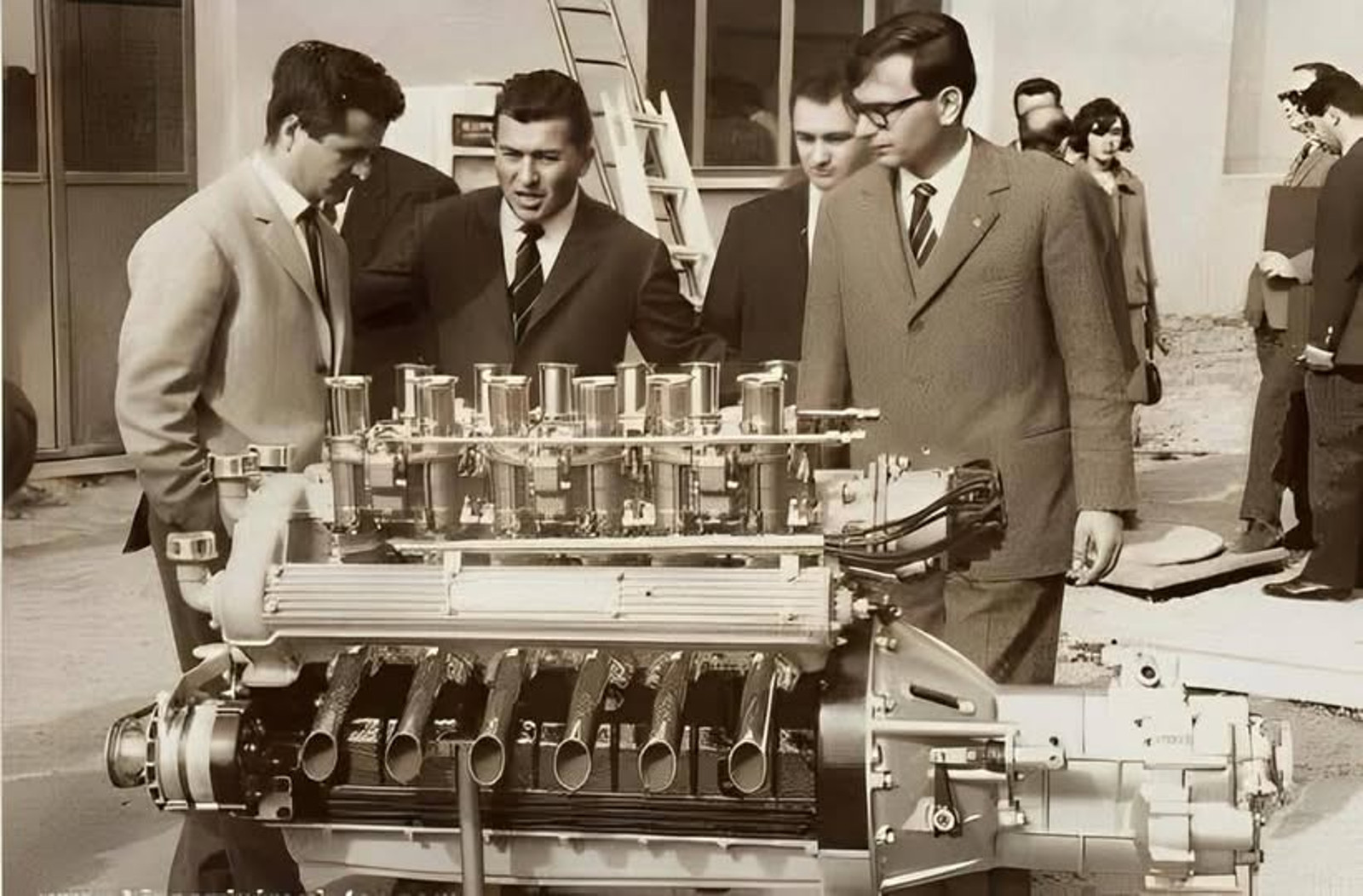
Moteur V12 Lamborghini de Bizzarrini, Lamborghini et Dallara (1963).
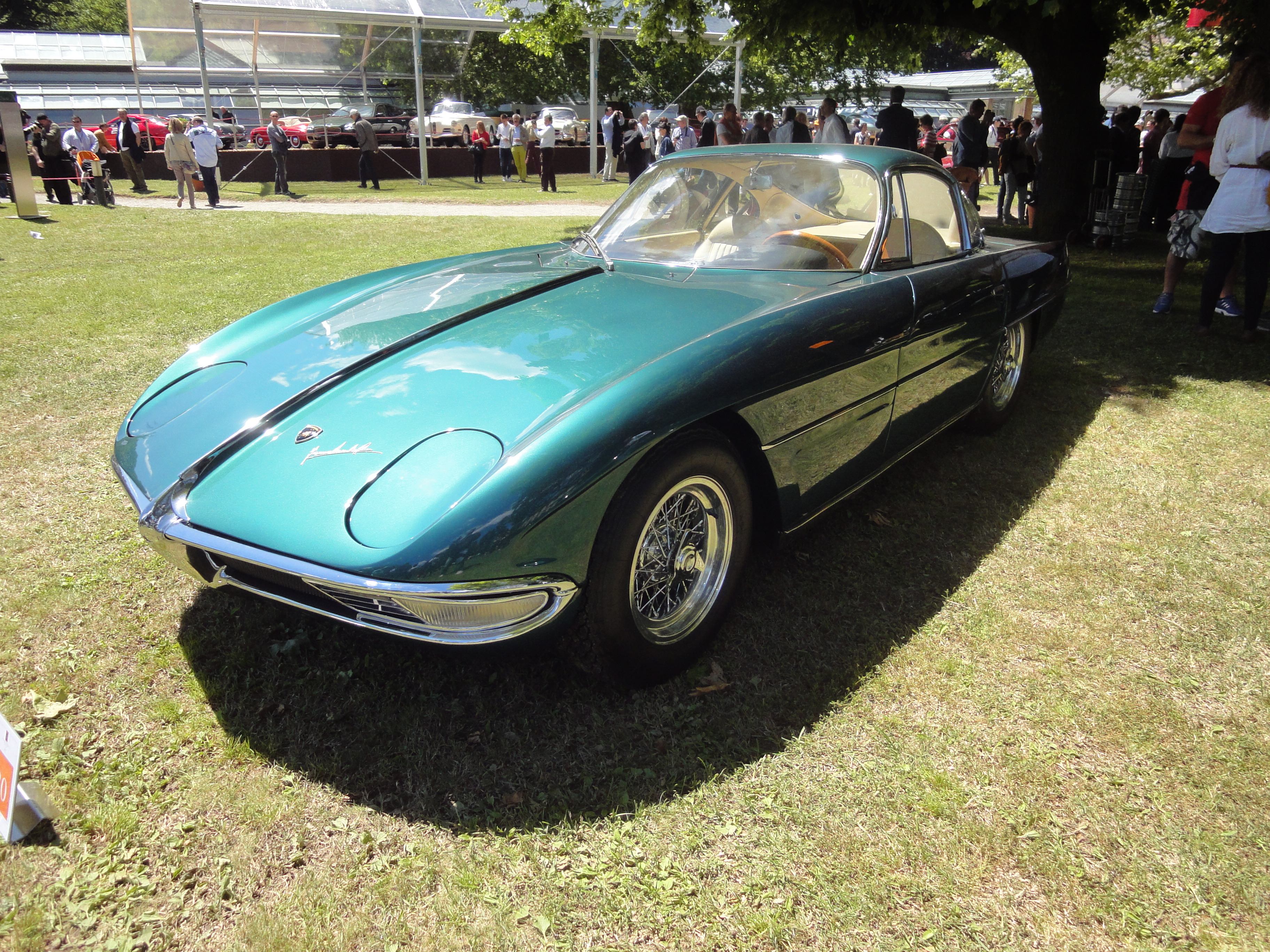
Lamborghini 350 GTV, premier concept car du constructeur, 1963.
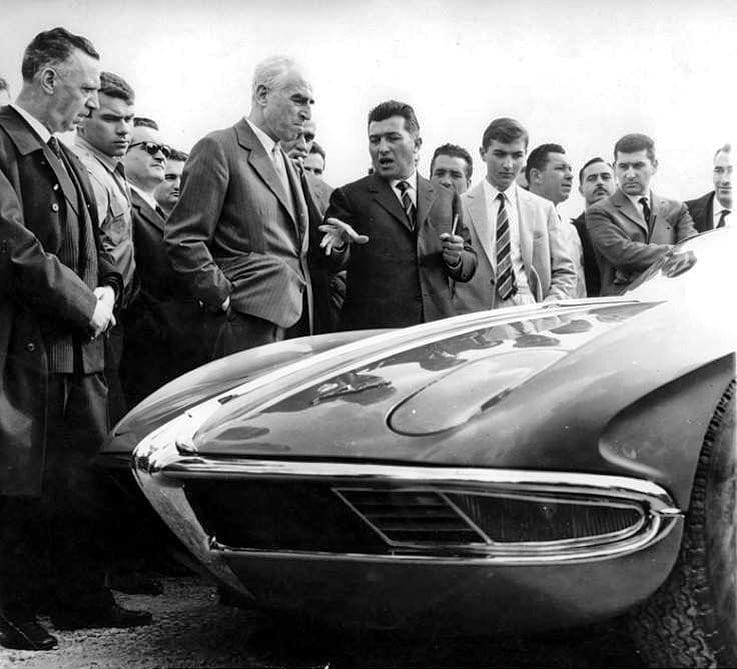
Présentation de la 350 GTV, 1963.
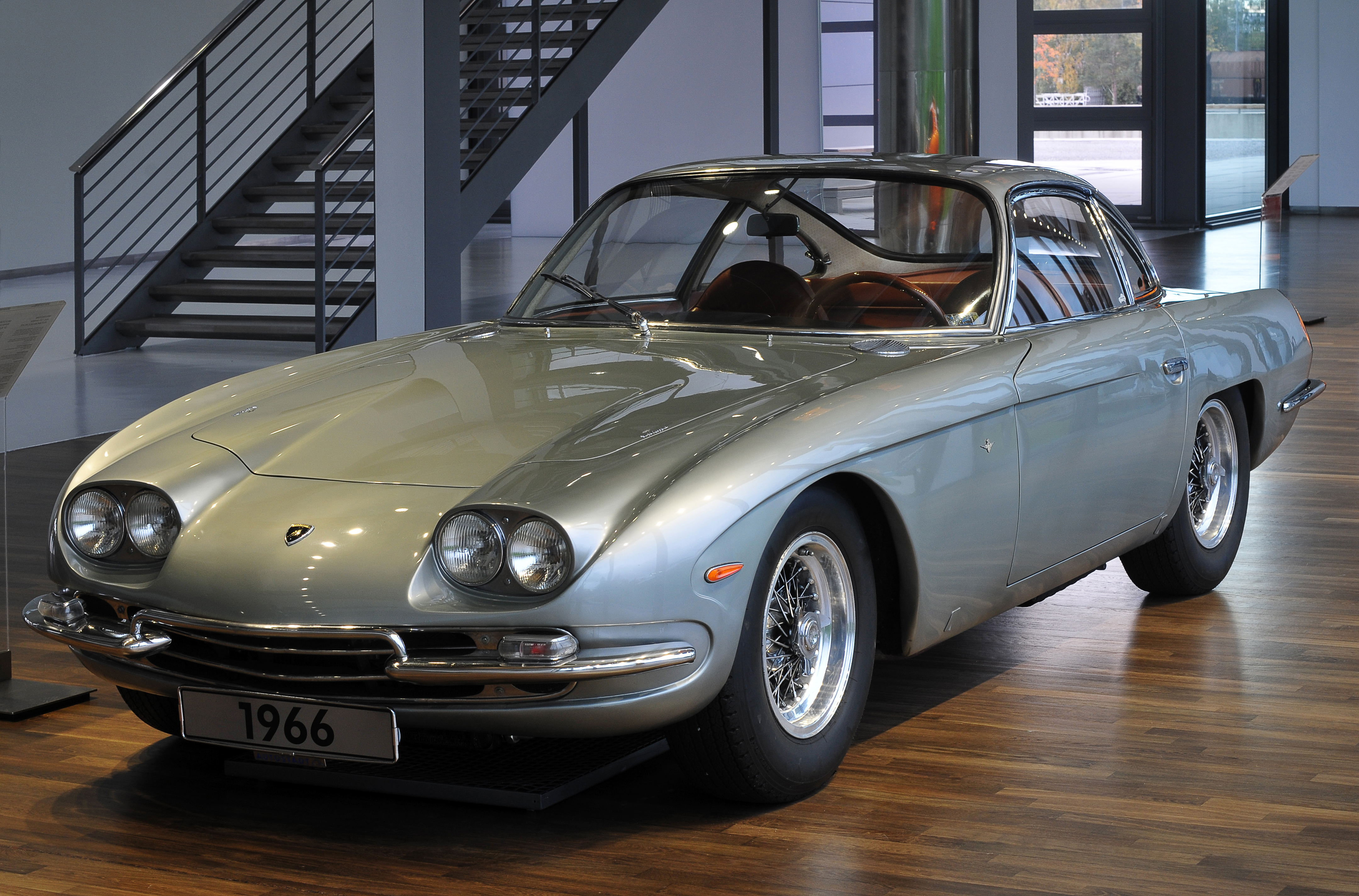
Lamborghini 350 GT, premier modèle du constructeur, 1964.

En 1964, il lance la Lamborghini 350 GT, appliquant les solutions techniques les plus audacieuses, les plus sophistiquées et les plus coûteuses, avec son moteur V12 Lamborghini atmosphérique de 3,5 litres, quatre arbres à cames en tête, six carburateurs double-corps Weber, développant 280 ch pour une vitesse maximale de 250 km/h. En 1965, il est en concurrence directe avec Ferrari, qui est très supérieure à ses rivales d'alors, sans succès commercial cependant pour cette nouvelle marque inconnue.

### Lamborghini Miura
En 1966, Ferruccio Lamborghini accède à la célébrité du jour au lendemain chez les constructeurs de voiture de sport de prestige avec la Lamborghini Miura, conçue par Marcello Gandini, designer emblématique de Bertone, un modèle révolutionnaire à moteur V12 arrière transversal, de 350 ch, pour 290 km/h (alors la voiture la plus rapide du monde), et avec la Lamborghini 400 GT 2+2, voiture 4 places dotée d'un moteur de 4 litres permettant une vitesse maximale de 280 km/h.

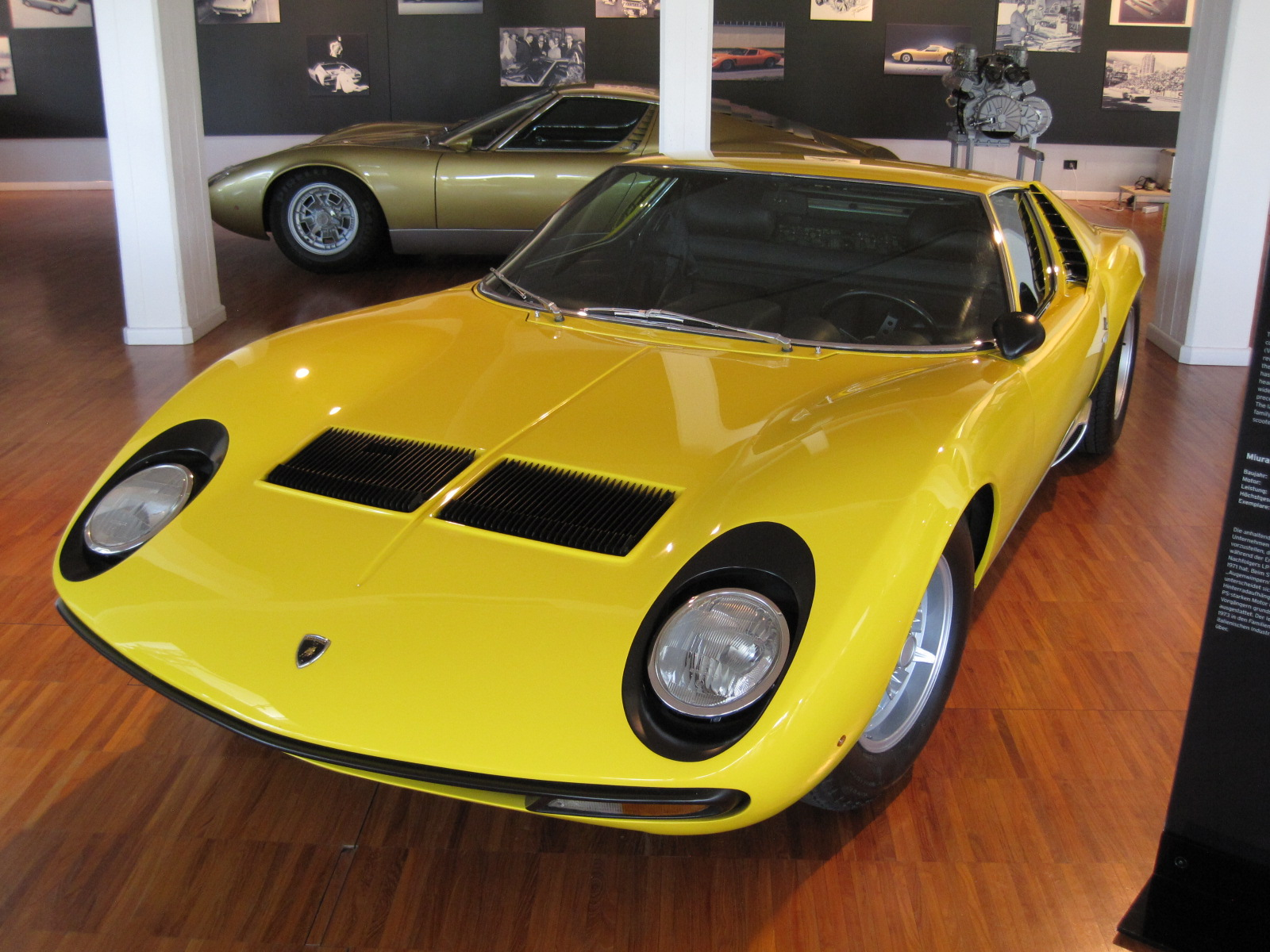
Lamborghini Miura (1966)
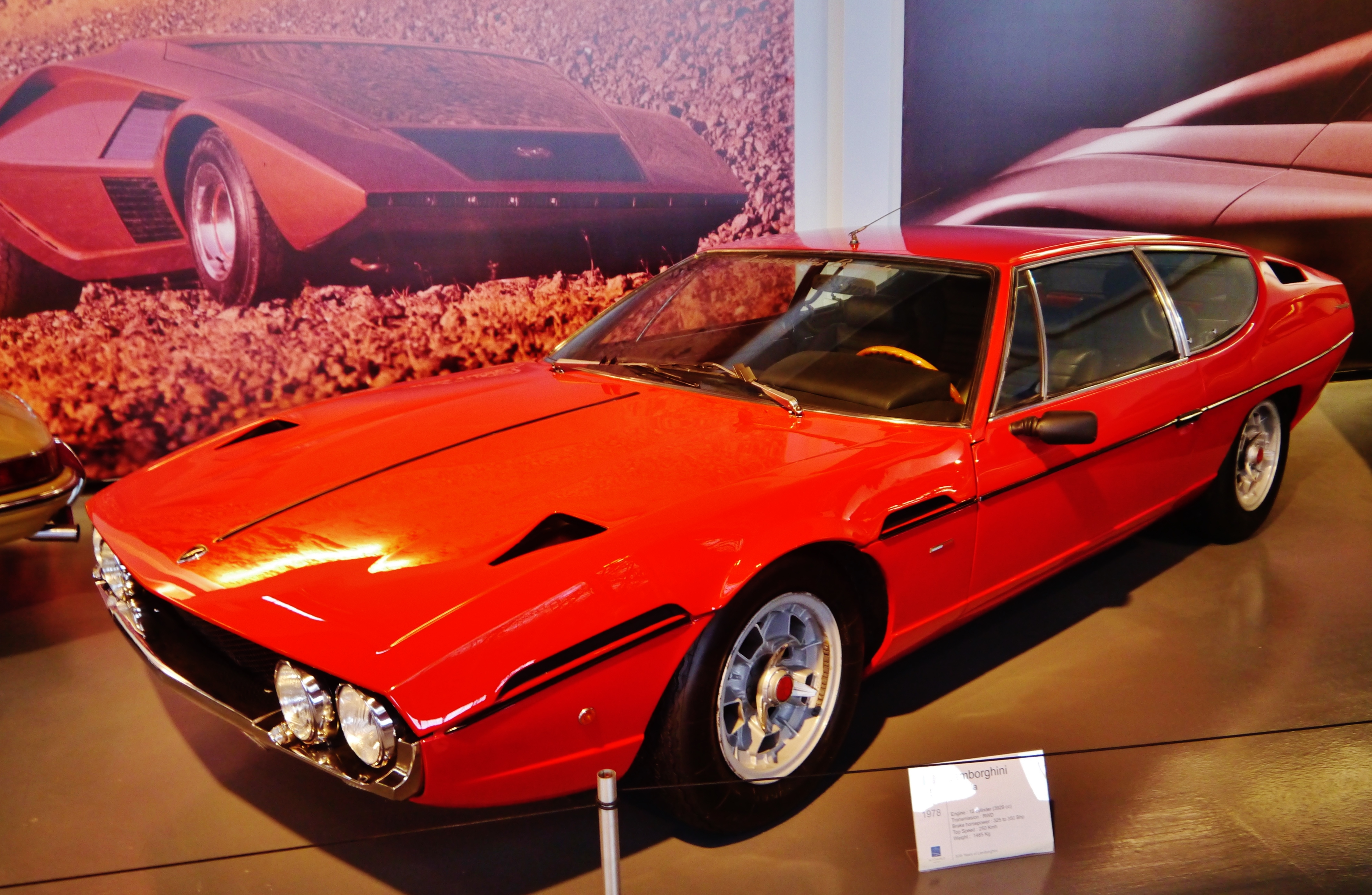
Espada (1968)
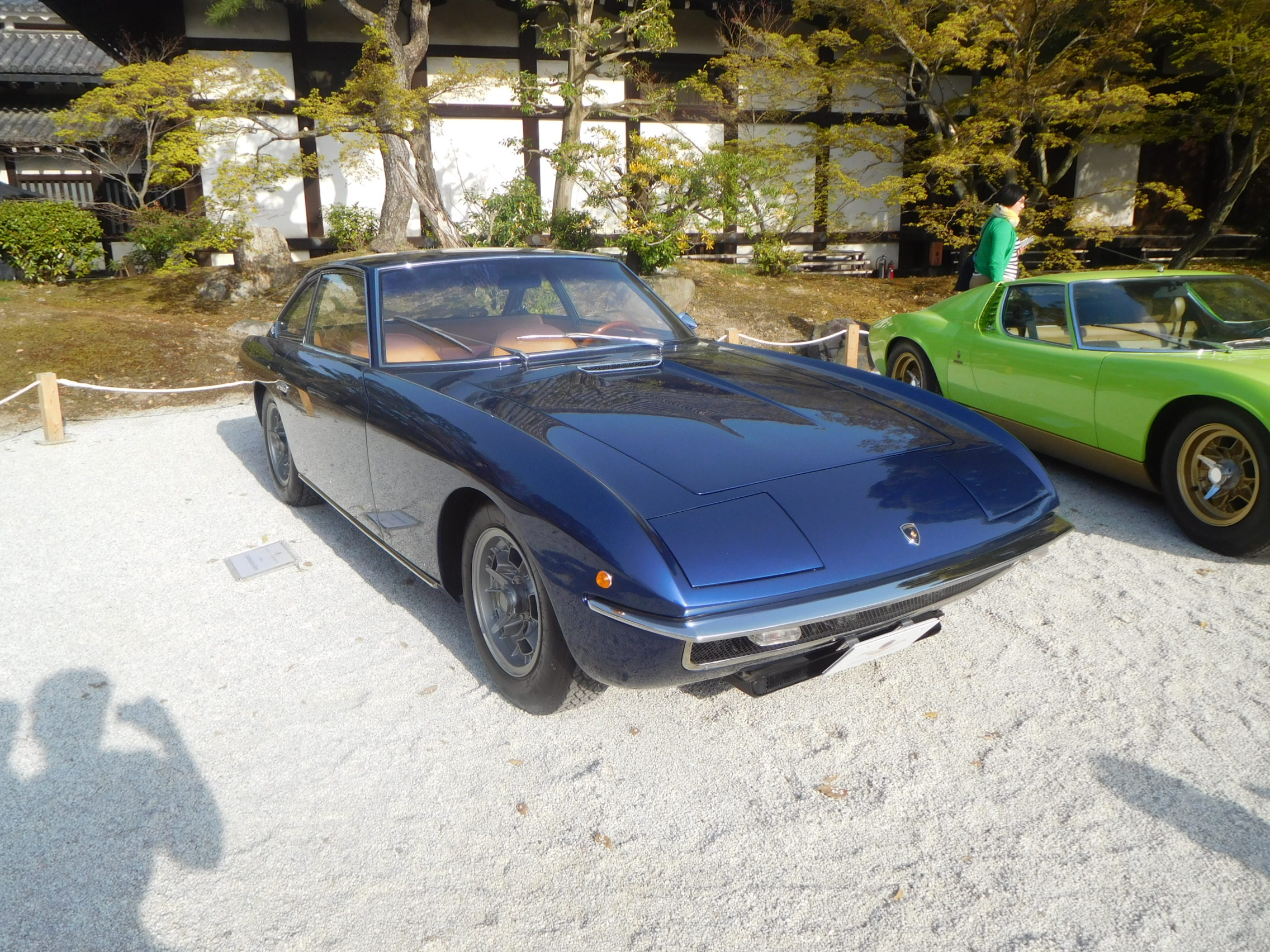
Islero (1968)
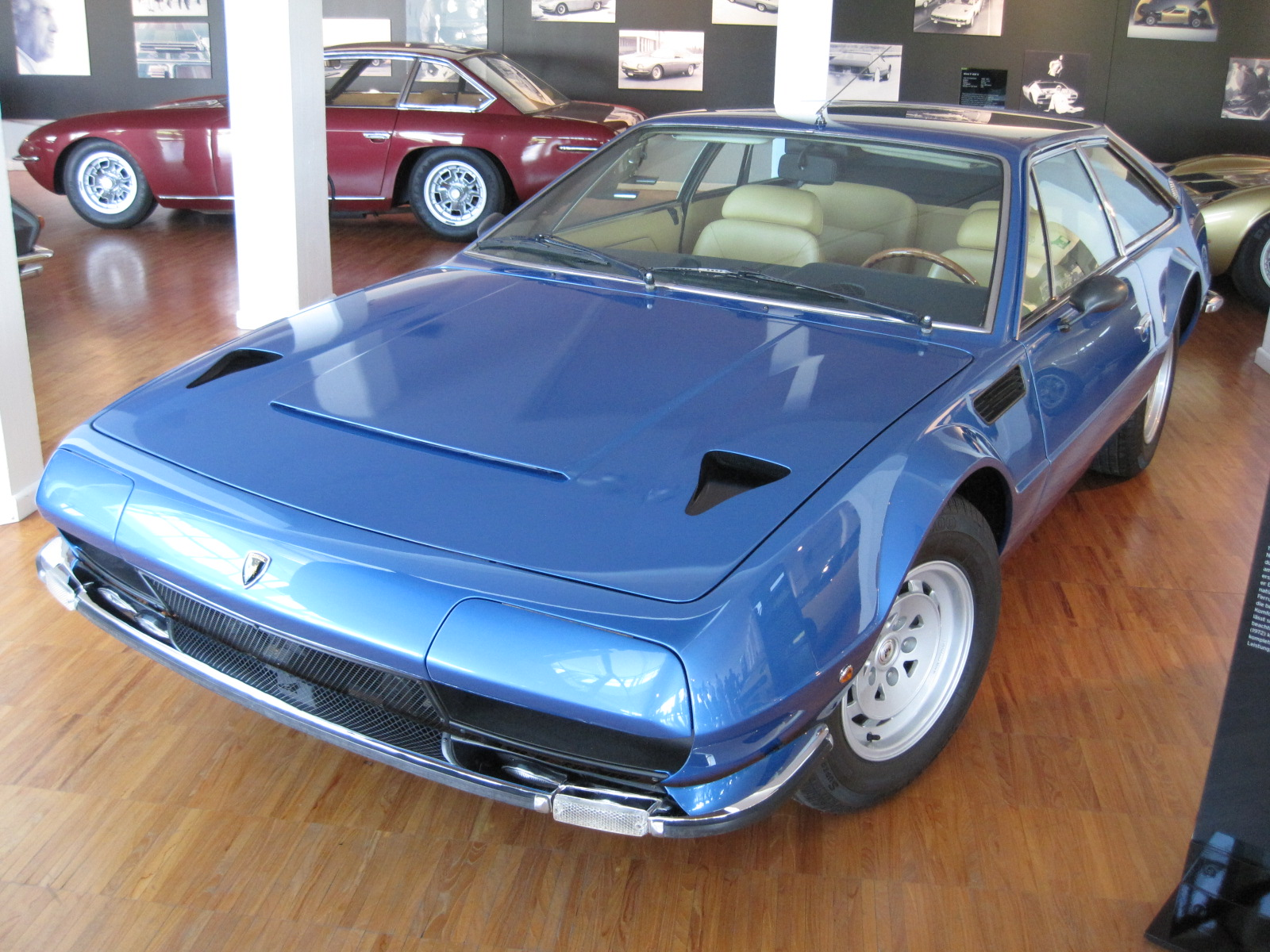
Jarama (1970)
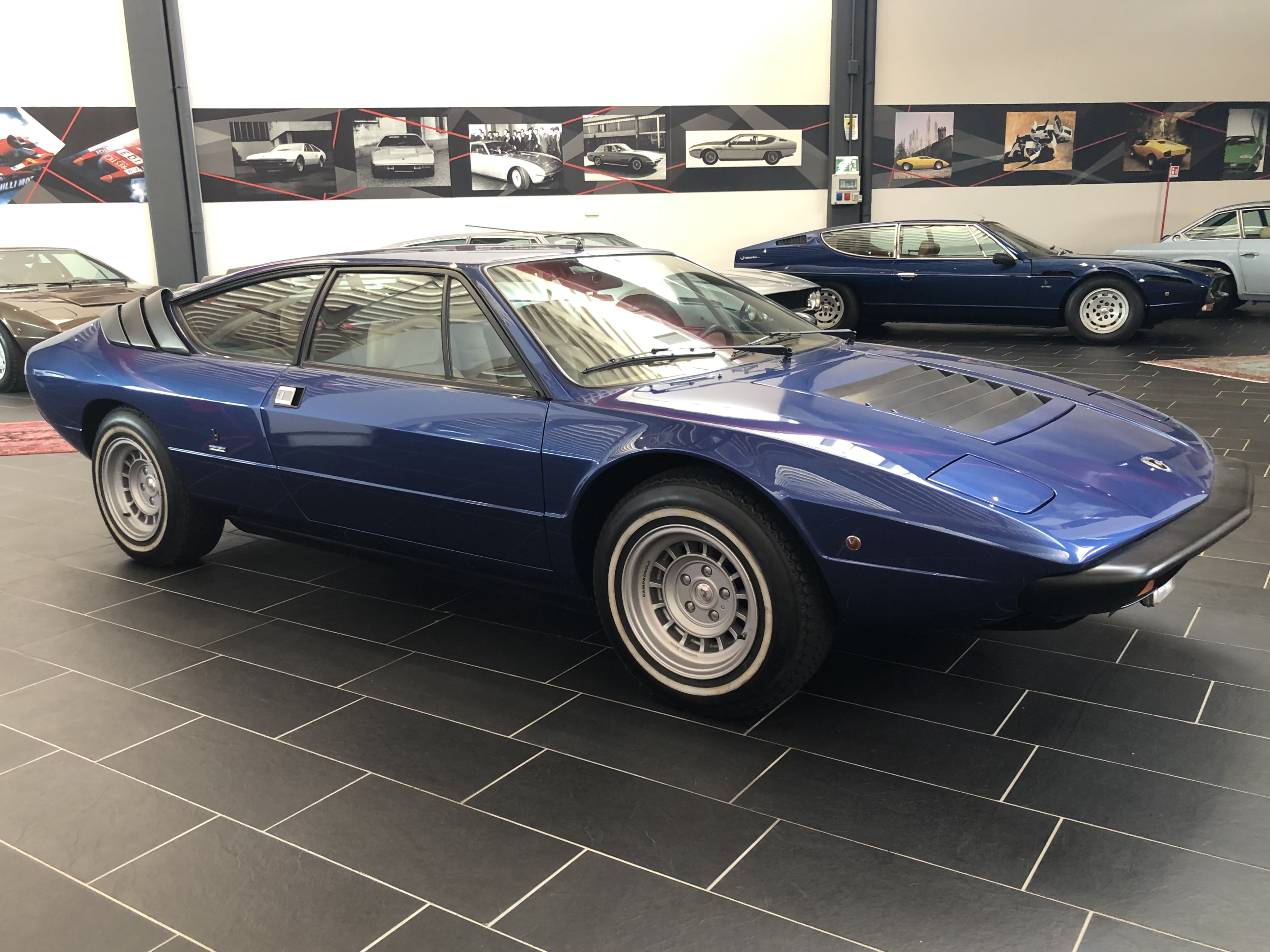
Urraco (1970)

En 1968, Lamborghini sort la Lamborghini Espada : 12 cylindres et 325 ch, la Lamborghini Islero, puis les Lamborghini Jarama et Lamborghini Urraco en 1970.

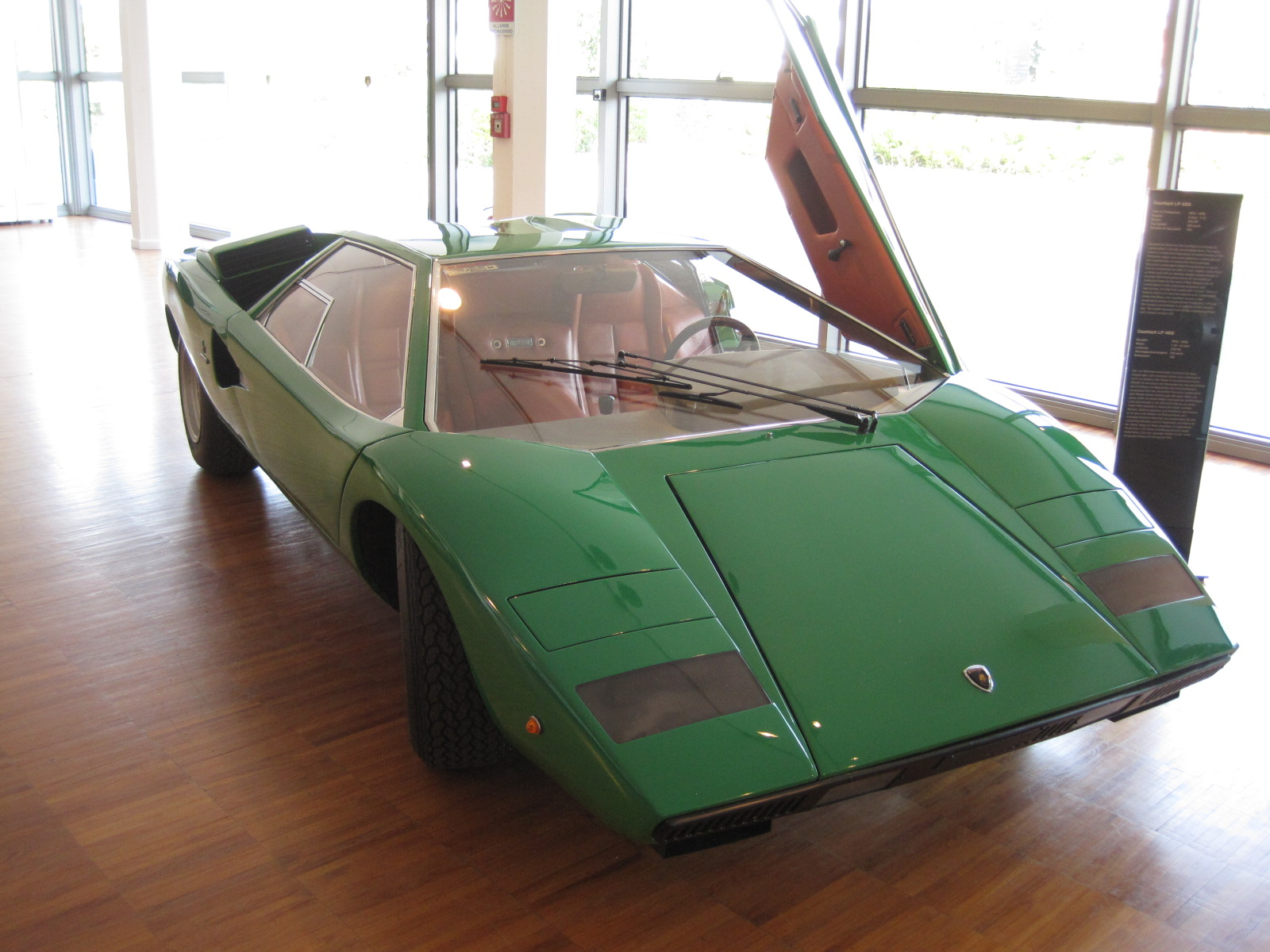
Première Lamborghini Countach (1971).

### Lamborghini Countach
En 1971, Ferruccio Lamborghini présente le prototype de la Lamborghini Countach au salon international de l'automobile de Genève, laquelle sera fabriquée à partir de 1974.
La crise pétrolière de 1973 met l'entreprise en difficulté financière et Ferruccio Lamborghini vend ses parts de la société de tracteurs à SDF Group, celle du constructeur de voitures à ses amis hommes d'affaires Georges-Henri Rossetti et René Leimer. Il prend définitivement sa retraite à Castiglione del Lago près de Pérouse où il revient à ses origines agricoles en se consacrant à son domaine viticole. La marque sombre alors dans le surendettement pour finir sous contrôle administratif en 1978.

### Le retour avorté

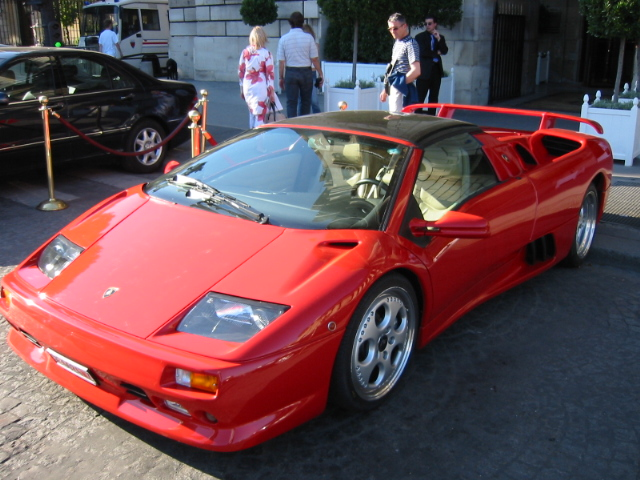
Lamborghini Diablo (1990).

À la fin des années 1980, Ferruccio Lamborghini souhaite revenir aux affaires, en produisant une nouvelle voiture, comme le rapporta son ami et ancien directeur général Paolo Stanzani. Ce retour ne se fit jamais, mais déboucha indirectement sur le lancement de la Bugatti EB110 de 1991.

### Mort
Le 20 février 1993, il meurt terrassé par une crise cardiaque à l'âge de 76 ans à l’hôpital de Pérouse (au moment du grand succès des Lamborghini Diablo de 1990, évolution de sa Lamborghini Countach). Son cortège funèbre est assuré à sa demande par une charrette tirée par un des tracteurs qui ont fait sa fortune.

## Succession
- En 1980, les frères Mimran, deux industriels français de l’agroalimentaire, reprennent l'entreprise en location-gérance et fondent la Nuova Automobili Ferruccio Automobili en janvier suivant.
- En 1987, Lee Iacocca, président de Chrysler, prend le contrôle de Lamborghini et commercialise en 1990 la Lamborghini Diablo.
- En 1992, Chrysler cède Lamborghini à la société indonésienne Megatech.
- En 1998, Lamborghini est acquis par Audi du groupe Volkswagen.

## Famille
Sa première femme, Clelia Monti, qu'il avait épousée en 1946, est décédée le 13 octobre 1947 en donnant naissance à un garçon nommé Antonio (dit "Tonino"). Sa deuxième épouse est Annita Borgatti. Après leur divorce, il épouse Maria Teresa Cane, qui met au monde leur fille Patrizia alors qu'il est âgé de 58 ans. 
Deux ans après la mort de son père, Antonio Lamborghini créé en 1995 le musée Ferruccio Lamborghini familial de Funo di Argelato, près de Bologne.

## Au cinéma
- 2022 : Lamborghini : L'Homme derrière la légende, de Robert Moresco, film biographique inspiré d'une partie de la vie de Ferruccio Lamborghini[8].

## Musées
- Musée Lamborghini de Sant'Agata Bolognese.
- Musée Ferruccio Lamborghini de Funo di Argelato, près de Bologne.